# Mundialito féminin 1986
Navigation
Édition précédente Édition suivante
Le Mundialito féminin 1986 est la quatrième édition du Mundialito féminin, une compétition de football féminin non homologuée. Le tournoi se déroule à Jesolo en Italie du 19 au 26 juillet 1986.
Six équipes sont invitées à cette compétition. Le tournoi est gagné pour la quatrième fois par l'Italie qui bat les États-Unis 1-0 en finale.

## Résultats

### 1ertour
- Groupe A

| Date       |        |         | Score |
| 19/07/1986 | Italie | Japon   | 5 - 1 |
| 21/07/1986 | Japon  | Mexique | 3 - 0 |
| 23/07/1986 | Italie | Mexique | 6 - 0 |

|   |         | Pts | J | G | N | P | Bp | Bc |
| 1 | Italie  | 4   | 2 | 2 | 0 | 0 | 11 | 1  |
| 2 | Japon   | 2   | 2 | 1 | 0 | 1 | 4  | 5  |
| 3 | Mexique | 0   | 2 | 0 | 0 | 2 | 0  | 9  |

- Groupe B

| Date       |            |        | Score |
| 20/07/1986 | États-Unis | Chine  | 2 - 1 |
| 22/07/1986 | États-Unis | Brésil | 2 - 1 |
| 24/07/1986 | Chine      | Brésil | 1 - 1 |

|   |            | Pts | J | G | N | P | Bp | Bc |
| 1 | États-Unis | 4   | 2 | 2 | 0 | 0 | 4  | 2  |
| 2 | Chine      | 1   | 2 | 0 | 1 | 1 | 2  | 3  |
| 3 | Brésil     | 1   | 2 | 0 | 1 | 1 | 2  | 3  |

### Demi-finales
| Date       |            |       | Score |
| 25/07/1986 | Italie     | Chine | 3 - 0 |
| 25/07/1986 | États-Unis | Japon | 3 - 1 |

### Match pour la3eplace
| Date       |       |       | Score |
| 26/07/1986 | Chine | Japon | 2 - 1 |

### Finale
| Date       |        |            | Score |
| 26/07/1986 | Italie | États-Unis | 1 - 0 |